# Фаро (округ)
Округ Фаро (порт. Distrito de Faro) је један од 18 округа Португалије, смештен у њеном јужном делу. Седиште округа је истоимени град Фаро, а значајни су и градови Портимао и Лагос.

## Положај и границе округа
Округ Фаро се налази у јужном делу Португалије и граничи се са:
- север: округ Бежа,
- исток: Шпанија Андалузија,
- југ и запад: Атлантски океан.

## Природни услови
Рељеф: Већи део округа Фаро се суштински поклапа са историјском облашћу Алгарве, која представља најјужнији део Португалије. Ако се изузме релативно уска приобална равница, која је плодна и густо насељена, онда је то махом безводно и сушно побрђе, надморске висине 150-350 м.
Клима: у округу Фаро је средоземна (жарка и сува лета, благе зиме, мало падавина).
Воде: Најважнија река је Гвадијана на крајњем истоку округа - река је граница ка суседној Шпанији. Мањи водотоци се најчешће уливају непосредно у Атлантик, али су опште речено ретки и непостојани током године у складу са сушном климом.

## Становништво
По подацима из 2001. године на подручју округа Фаро живи око 460 хиљада становника, већином етничких Португалаца.
Густина насељености - Округ има густину насељености од преко 90 ст./км², што нешто мање од државног просека (око 105 ст./км²). Међутим приобални део је веома густо насељен, док је остатак округа у унутрашњости веома слабо насељен.

## Подела на општине
Округ Фаро је подељен на 16 општина (concelhos), које се даље деле на 84 насеља (Freguesias).
Општине у округу су:
| - Албуфеира - Алжезур - Алкутим - Вила до Биспо - Вила Реал до Санто Антонио - Кастро Марим | - Лагоа - Лагос - Лоле - Мончике - Ољао - Портимао | - Сан Браз де Алпортел - Силвес - Тавира - Фаро |